# شبگرد دم‌بزرگ
شبگرد دم‌بزرگ (نام علمی: Caprimulgus macrurus) نام یک گونه از تیره شبگردان است.

## نگارخانه

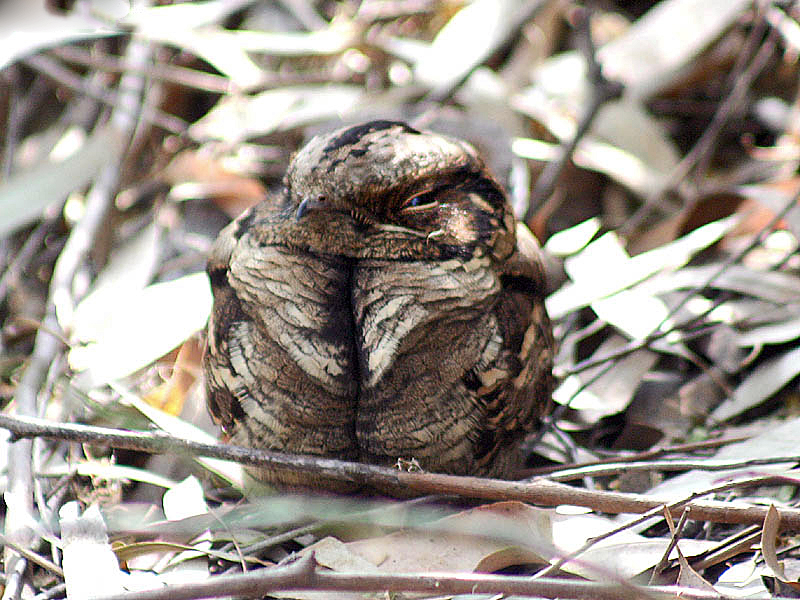
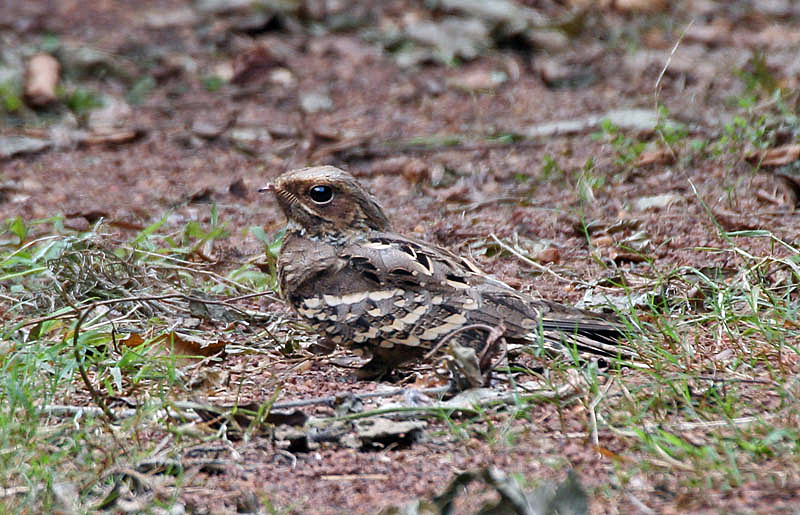
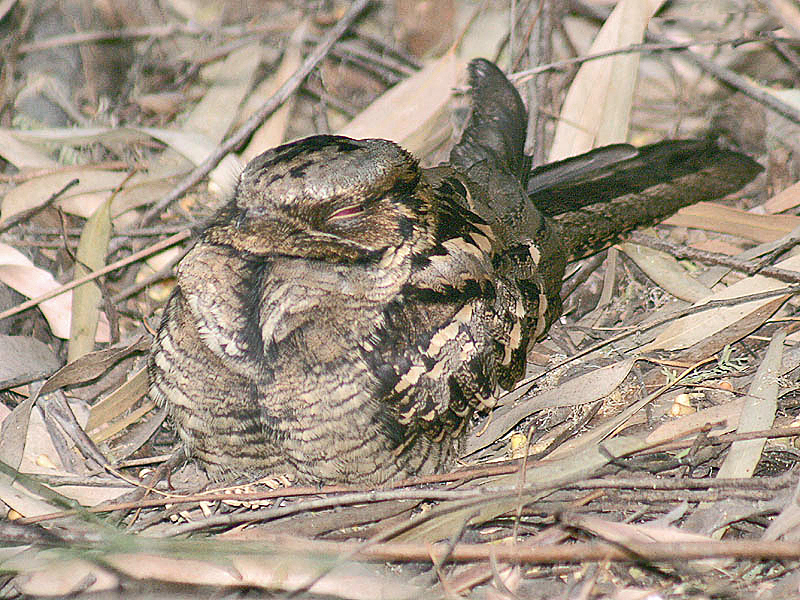
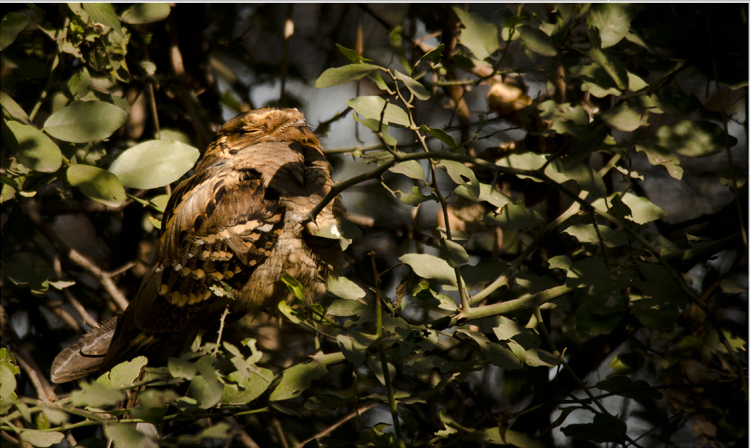